# Monica Roccaforte
Monica Roccaforte (pseudonimo di Szilvia Wagner; Budapest, 28 gennaio 1978) è un'ex attrice pornografica ungherese.

## Biografia
Ha debuttato nel panorama porno come attrice nel 1996. L'incontro col regista partenopeo Mario Salieri l'ha resa protagonista di numerose pellicole di produzione italiana. Interpretando il ruolo di Daniela nel controverso film Il confessionale, a causa del quale Salieri e la sua casa di produzione sono stati denunciati, Monica Roccaforte è stata protagonista di una scena di sesso tale da giustificare l'accusa di vilipendio ad una chiesa consacrata.

## Filmografia
- Triple X 26 (1997)
- Weekend in Bologna (1997)
- Il confessionale (1998), regia di Jenny Forte
- La famiglia (1998)
- O'mago (1998)
- Il ritorno di Don Tonino (1998)
- Cacciatori di Taglie (1999)
- La carovana della Violenza (1999)
- Euro Babes 1 (1999)
- Fuga dall'Albania (1999)
- Inferno (1999)
- Mogli Perverse, mogli in vendita (1999)
- Pronto Soccorso (1999)
- Rosa Shocking (1999)
- Incesto (2000)
- Intimità proibite di due giovani casalinghe (2000)
- Napoli (2000)
- Natural Busty Newcummers (2000)
- Sacro e Profano (2000)
- Stavros 1 (2000)
- Stavros 2 (2000)
- All Sex: Casino (2001)
- Il Mondo Perverso Delle Miss (2001)
- Private Castings X 30 (2001)
- Capodanno in casa Curiello (2002)
- Perfect Bunnys (2004)